# Station Głowaczewo
Station Głowaczewo is een spoorwegstation in de Poolse plaats Głowaczewo.